# انجمن مون پلرن
انجمن مون پِلرَن (به انگلیسی: Mont Pelerin Society) سازمانی بین‌المللی است متشکل از اقتصاددانان (شامل ۸ برنده نوبل اقتصاد)، فیلسوفان، تاریخ‌دانان، روشنگران، رهبران کسب و کار و دیگر هواداران لیبرالیسم کلاسیک. بنیان‌گذاران آن عبارتند از فردریش هایک، کارل پوپر، لودویگ فن میزس، جرج استیگلر و میلتون فریدمن.
این انجمن در ۱۰ آوریل ۱۹۴۷، در کنفرانسی که فردریش هایک ترتیب داده بود، توسط ۳۹ محقق تشکیل شد.در آغاز، قرار بود نام آن انجمن اکتون-توکویل باشد، اما با اعتراض فرانک نایت و پیشنهاد لودویگ فن میزس، نام محل برگزاری کنفرانس را، که اقامت‌گاهی است در سوئیس، بر آن نهادند.
اصرار هایک بر آن بود که انجمن به شکل جامعه‌ای از محققان منتقد جمع‌گرایی باقی بماند و وارد پروپاگاندا نشود. مون پلرن هرچند اندیشکده‌های زیادی را متأثر کرد، اما هم‌چنان‌که هدف آن بوده، طی چندین سال فعالیت خود، به دفاع از آزادی بیان، سیاست‌گذاری‌های اقتصادی بازار آزاد و ارزش‌های سیاسی جامعه باز پرداخته است.
اقتصاددانان برنده نوبل عضو آن عبارتند از فردریش هایک، جرج استیگلر، میلتون فریدمن، موریس آلیاس، جیمز بوکانن، رونالد کوز، گری بکر و ورنان اسمیت.